# Мюлуз Південний
Мюлу́з Півде́нний (фр. Mulhouse-Sud) — кантон у Франції, в департаменті Верхній Рейн регіону Ельзас.

## Склад кантону
Кантон включає в себе 9 муніципалітетів (один з яких є частиною міста Мюлуз):
| Муніципалітет    | Площа | Населення, осіб | Рік  |
| ---------------- | ----- | --------------- | ---- |
| Брюбак           | 7,01  | 1031            | 2007 |
| Бренстат         | 9,66  | 6179            | 2007 |
| Гальфенг         | 5,36  | 775             | 2007 |
| Діденайм         | 4,44  | 1670            | 2007 |
| Емсбрюнн         | 10,59 | 1419            | 2007 |
| Зіллісайм        | 8,22  | 2549            | 2007 |
| Моршвіллер-ле-Ба | 7,55  | 3126            | 2007 |
| Флаксланден      | 4,33  | 1465            | 2007 |

## Консули кантону
| Період    | Консул          | Посада                                                 |
| --------- | --------------- | ------------------------------------------------------ |
| 1988—1994 | Jean-Paul Wurth |                                                        |
| 1994—2014 | Francis Flury   | Заступник мера (до 2010 — мер) муніципалітету Бренстат |

| Франція | Це незавершена стаття з географії Франції. Ви можете допомогти проєкту, виправивши або дописавши її. |